# Construction molle aux haricots bouillis
Construction molle aux haricots bouillis - Prémonition de la Guerre Civile est une huile sur toile surréaliste réalisée par Salvador Dalí en 1936. L'œuvre est conservée au Philadelphia Museum of Art (musée d'art de Philadelphie).

## Contexte

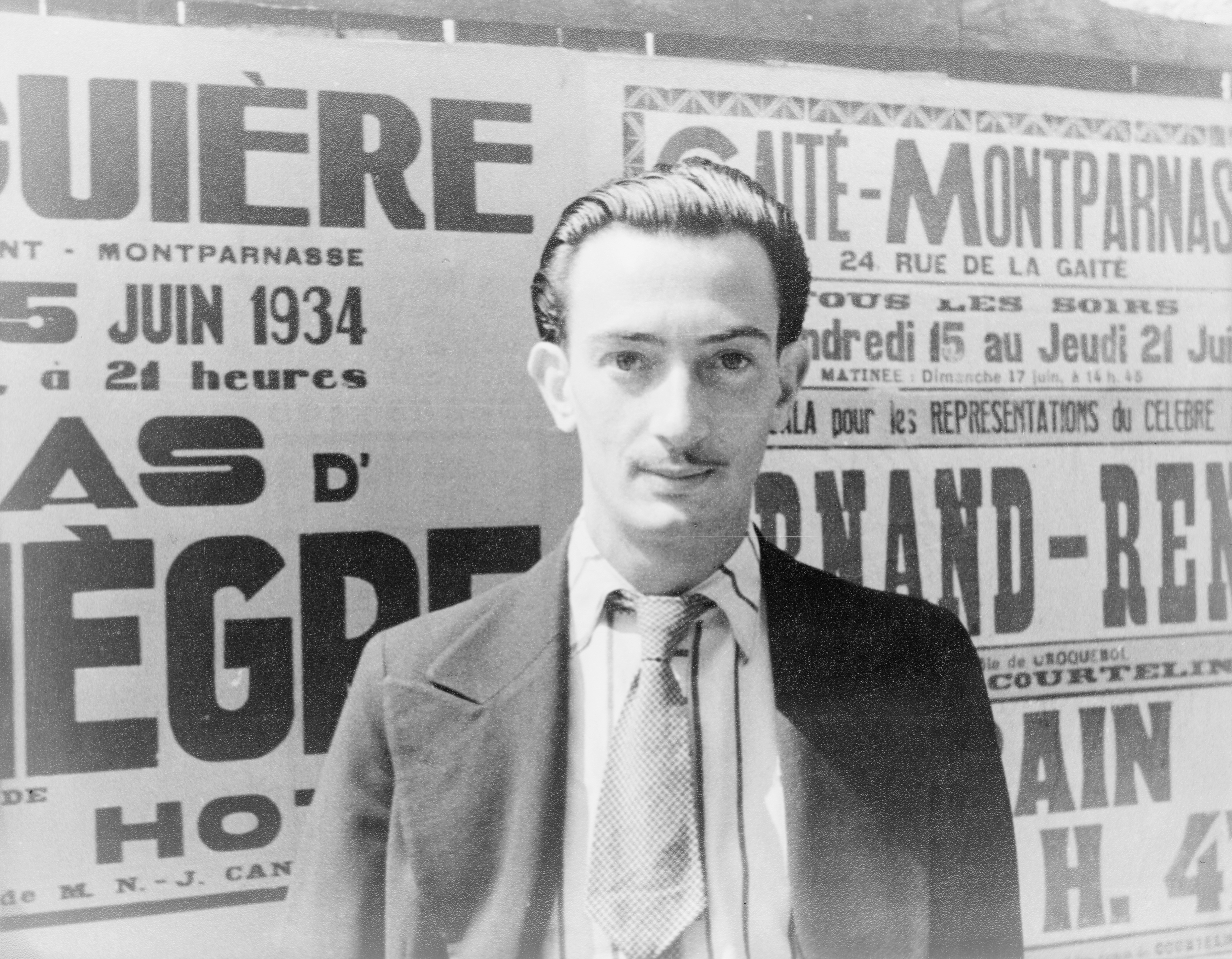
Salvador Dalí à Paris en 1934

C'est une des œuvres considérées comme les plus agressives de l'histoire et qui montre l'horreur d'une guerre civile que le peintre avait pressentie et qui éclata six mois après l'achèvement de la toile. Au début de l'année 1936, Salvador Dali et son épouse Gala, quittent leur résidence catalane afin de fuir des troubles de plus en plus violents pour gagner l’Italie, puis la France et le Royaume-Uni. Le tableau est donc réalisé au cours de cette période d’exil.
Bien que Dali ait probablement commencé des études préalables à ce tableau dès 1935, l'œuvre fut préparée à Paris en 1936, alors que la multiplication des troubles armés en Espagne ne laissait que peu de doutes sur l'avenir immédiat du pays, sur « l'approche du grand cannibalisme armé de notre histoire, celle de notre guerre civile à venir ». Le peintre raconte dans La Vie secrète de Salvador Dali comment, en 1934, lors de la déclaration de la république catalane, Gala et lui avaient fui Barcelone pour Paris, entre barrages d'anarchistes et déclaration d'indépendance de la Catalogne. Leur chauffeur avait été assassiné sur le chemin du retour.

## Description
En arrière-plan, la plus grande partie de la toile est occupée par un ciel nuageux. Sur le sol terreux et ensoleillé figure un être immense, au visage grimaçant et à l'anatomie absurde. L'ensemble est vu en contreplongée. Dali réalise dans cette toile une forme de décomposition, de dissection et de recomposition d'un géant en un monstre. C'est, selon Jean-Louis Ferrier, une toile où « un gigantesque corps humain se déchire lui-même, s'écartèle, s'étrangle, grimace de douleur et de folie ».
Une main est à terre dans la poussière tandis que l'autre dressée vers le ciel serre un sein. Elles sont toutes deux contractés et grises cadavériques. Les bras forment un angle et se prolongent en une sorte de jambe reliée à un bassin. Sur le bassin, un pied en décomposition et sa jambe dressée forment avec les parties précédemment citées un immense trapèze dont le grand côté est surmonté d'une tête grimaçante levée vers le ciel. L'ensemble est soutenu par un pied coupé et morbide et une table de chevet minuscule, tous deux posés entre des haricots bouillis disséminés sur le sol. Sur le bassin, à droite du pied, figure un étron.
En haut, se trouve la tête inclinée vers le haut qui paraît aveuglée par le soleil. Plusieurs sources indiquent que la toile semble inspirée de Goya, et plusieurs toiles sont indiquées : Le Colosse 1812 (aujourd'hui sans attribution); Saturne dévorant un de ses fils, Désastres de la guerre. Il s'agit dans tous les cas d'une œuvre belliciste de Francisco Goya.

Dali commenta lui-même la présence de ces haricots qui justifie le premier titre de l'œuvre : 

« La structure molle de cette énorme masse de chair dans la guerre civile, je l’ai garnie de haricots bouillis, parce qu’on ne peut s’imaginer avalant toute cette viande insensible sans l’accompagnement même banal de quelque légume mélancolique et farineux »

— Salvador Dali

L'association guerre-nourriture-amour est également centrale dans une autre de ses toiles sur le même thème : Cannibalisme de l'automne. Salvador Dali justifia cette présence ainsi : 

« Il suffit de dire que le modèle ne pourrait pas exister pour moi si ce n'est sous forme de métaphore intestinale. Non seulement le modèle, mais également l’objectivité même a été nourriture. Par suite, moi, je ne peux peindre qu'à travers de certains systèmes de délire de la digestion »

— Salvador Dali
À gauche se trouve un homme. C'est une copie d'un personnage d'une autre toile de Dali, le Pharmacien ampurdan ne cherchant absolument rien. En fond, le paysage est rocailleux, aride et montagneux. Le ciel montre des formes extraordinaires ; certains nuages sont vert clair et bleu roi. La scène se déroule dans l'Empordà, région de Cadaqués, de Port Lligat et de Figueres qui servent généralement de décors aux scènes dalinienenes.